# قوة الماغنوم (فلم)
قوة الماغنوم (بالإنجليزية: Magnum Force) هو فيلم من أفلام الممثل الكبير والشهير والأسطورة كلنت ايستود. وكان بطلها بشخصية من أحد أشهر الشخصيات السينمائية في سلسلة أفلام «هاري القذر» وكان هذا ثانى أفلام هذه الشخصية، في سنة 1973.

## روابط خارجية
- مقالات تستعمل روابط فنية بلا صلة مع ويكي بيانات